# Tarik El Taib
Tarik El Taib (Tripoli, 28 de fevereiro de 1977) é um futebolista profissional líbio que atua como meia.

## Carreira
Tarik El Taib representou o elenco da Seleção Líbia de Futebol no Campeonato Africano das Nações de 2006.